# 2011 Girls' Generation Tour
2011 Girls' Generation Tour es el segundo álbum en directo publicado por el grupo de chicas surcoreano Girls' Generation, el 11 de abril de 2013. Fue grabado los días 23 y 24 de julio de 2011 en el SK Olympic Handball Gymnasium, de Seúl, durante el Girls' Generation Tour.

## Antecedentes
La gira fue anunciada por SM Entertainment en junio de 2011. Las entradas para la gira salieron a la venta el 7 de junio de 2011 en Gmarket. El concierto dura aproximadamente tres horas. La producción del concierto en Singapur costó 1,8 millones de dólares singapurenses, según los organizadores Running Into The Sun (RITS) y Conceptual. El concierto contará con las habituales pantallas LED gigantes y láseres, así como con nuevos elementos, como trapecios y dos escenarios hechos a medida con tres pasarelas entre ellos.

## Conciertos
Al concierto de Seúl asistieron Super Junior, f(x), A Pink, 4MEN, Kang Minkyung de Davichi, así como Kim Soo-hyun, Kim Ah-joong, Jung Ryeo-won, Park Min-young, Im Soo-hyang, Jung Joon-ho y Shin Se-kyung.
El 24 de julio de 2011, Sooyoung anunció que el próximo concierto se celebrará en Taipéi City, la capital de Taiwán. También se convirtieron en el primer grupo de chicas extranjeras en celebrar un concierto de 3 días en el Taipei Arena y atrajeron a 31.000 espectadores.
El 11 de octubre de 2011, se anunció que el próximo concierto se celebrará el 9 de diciembre de 2011, en Singapur. Debido a la abrumadora respuesta en cuanto a la falta de entradas, el 30 de octubre de 2011 se anunció que habría un segundo concierto al día siguiente de la primera noche, el 10 de diciembre de 2011, en Singapur. También se celebró el concierto el 15 de enero de 2012, en Hong Kong. Y más recientemente, se confirmó que Girls' Generation ofrecerá un concierto el 12 de febrero de 2012, en Bangkok, Tailandia.
El 14 de enero, Girls' Generation batió el récord del concierto que más rápido se agotó en Tailandia. Las entradas de mayor precio se agotaron en diez minutos. Las 11.000 entradas del concierto se vendieron en veinte minutos, estableciendo el récord del concierto que más rápido se agotó en Tailandia.
Las miembros de Girls' Generation anunciaron a los fans de Tailandia que la etapa de Bangkok sería su última parada de su 2ª gira asiática.

## Lista de Canciones
| Disco 1 CD |                                     |          |  |
| N.º        | Título                              | Duración |  |
| 1.         | «Intro-Girls Carnival»              |          |  |
| 2.         | «소원을 말해봐 (Genie)»             |          |  |
| 3.         | «you-aholic»                        |          |  |
| 4.         | «MR.TAXI (Korean ver.)»             |          |  |
| 5.         | «I'm in love with the HERO»         |          |  |
| 6.         | «Let it Rain (Korean ver.)»         |          |  |
| 7.         | «첫눈에... (Snowy Wish)»            |          |  |
| 8.         | «뻔&Fun (Sweet Talking Baby)»       |          |  |
| 9.         | «Kissing You»                       |          |  |
| 10.        | «Oh!»                               |          |  |
| 11.        | «Don't Stop the Music [Hyoyeon]»    |          |  |
| 12.        | «Almost [Jessica]»                  |          |  |
| 13.        | «3 [Sunny]»                         |          |  |
| 14.        | «Lady Marmalade [Taeyeon, Tiffany]» |          |  |
| 15.        | «THE GREAT ESCAPE»                  |          |  |
| 16.        | «BAD GIRL»                          |          |  |

| Disco 2 DVD |                                                  |          |  |
| N.º         | Título                                           | Duración |  |
| 1.          | «Devil's Cry (Run Devil Run Intro)»              |          |  |
| 2.          | «Run Devil Run»                                  |          |  |
| 3.          | «Beautiful Stranger»                             |          |  |
| 4.          | «훗 (HOOT)»                                      |          |  |
| 5.          | «If [Yuri]»                                      |          |  |
| 6.          | «Sway [Sooyoung]»                                |          |  |
| 7.          | «Danny Boy»                                      |          |  |
| 8.          | «Complete»                                       |          |  |
| 9.          | «동화 (My child)»                                |          |  |
| 10.         | «냉면 (차가운 니 얼굴) [Cold Noodles] {Ice Boy}» |          |  |
| 11.         | «하하하송 (HaHaHaSong)»                          |          |  |
| 12.         | «Gee»                                            |          |  |
| 13.         | «영원히 너와 꿈꾸고 싶다 (Forever)»              |          |  |
| 14.         | «다시 만난 세계 (Into the new world)»            |          |  |
| 15.         | «힘 내! (Way To Go)»                             |          |  |
| 16.         | «It's Fantastic»                                 |          |  |
| 17.         | «Let It Rain (Studio ver.)»                      |          |  |
| 18.         | «Danny Boy (Studio ver.)»                        |          |  |

## Historial de Lanzamiento
| País          | Fecha                   | Discográfica       | Formatos |
| ------------- | ----------------------- | ------------------ | -------- |
| Corea del Sur | 30 de noviembre de 2012 | S.M. Entertainment | CD/DVD   |
| Taiwan        | 18 de enero de 2013     | Universal Music    | CD/DVD   |
| Singapur      | 4 de enero de 2013      | Universal Music    | CD/DVD   |